# Halla okudai
Halla okudai är en ringmaskart som beskrevs av Imajima 1967. Halla okudai ingår i släktet Halla och familjen Oenonidae. Inga underarter finns listade i Catalogue of Life.